# 75 Dywizja Piechoty (III Rzesza)
75 Dywizja Piechoty (niem. 75. Infanterie-Division) – niemiecka dywizja z czasów II wojny światowej, sformowana na mocy rozkazu z 26 sierpnia 1939, w 2. fali mobilizacyjnej w Schwerinie w II. Okręgu Wojskowym.

## Dowódcy dywizji
- gen. por. Ernst Hammer (26 sierpniaI 1939 – 5 września 1942);
- gen. por. Erich Diestel (5 września 1942 – 15 września 1942);
- gen. por. Helmuth Beukemann (15 września 1942 – 10 sierpnia 1944);
- gen. mjr Karl Arning (10 sierpnia 1944 – 6 kwietnia 1945);
- gen. mjr Lothar Berger (6 kwietnia 1945 - 8 maja 1945).

## Struktura organizacyjna
Skład w sierpniu 1939
- 172 pułk piechoty
- 202 pułk piechoty
- 222 pułk piechoty
- 175 pułk artylerii
- 175 batalion pionierów
- 175 oddział rozpoznawczy
- 175 oddział przeciwpancerny
- 175 oddział łączności
- 175 polowy batalion zapasowy

Skład w czerwcu 1943
- 172 pułk grenadierów
- 222 pułk grenadierów
- 202 pułk fizylierów
- 175 pułk artylerii
- 175 batalion pionierów
- 75 dywizyjny batalion fizylierów
- 175 oddział przeciwpancerny
- 175 oddział łączności
- 175 polowy batalion zapasowy